# Dendroxena
Dendroxena é um género de besouros da família Silphidae.
Este género foi descrito em 1858 por Victor Motschulsky.
O género tem distribuição cosmopolita.
Possui um basónimo: Xylodrepa Thomson, 1859.
Espécie:
- Dendroxena quadrimaculata (Scopoli, 1771)[2]